# UnicoCampania
Il Consorzio UnicoCampania è un consorzio regionale italiano che si occupa della gestione della tariffazione integrata per il trasporto pubblico locale nella Regione Campania.

## Storia
Il 19 dicembre 1994 nasce il Consorzio come Consorzio Napolipass. Successivamente, il 1º febbraio 1995 viene introdotto GiraNapoli, segnando l'integrazione del sistema di trasporti che racchiude l'area urbana di Napoli e le sette aziende che vi operano. 
Il 18 ottobre 2000 nasce UNICO Napoli & Provincia, che estende l'integrazione tra Napoli e 43 comuni, servendo un bacino d'utenza di 2.300.000 abitanti. 
In seguito, il 1º ottobre 2001, parte UnicoCampania, che amplia ulteriormente l'integrazione tra Napoli e 162 comuni, coprendo un bacino d'utenza di 3.500.000 abitanti. Il 1º gennaio 2003, l'integrazione si estende a tutta la regione, includendo Napoli e tutti i 550 comuni della Campania, per un bacino d'utenza di 5.630.000 abitanti. In questa fase, 14 aziende di trasporto pubblico locale (TPL) si consorziano, racchiudendo complessivamente il 78% dell'offerta regionale su gomma e il 100% dell'offerta regionale su ferro. 

Il vecchio biglietto "Unico Napoli" (non più emesso dal 1º gennaio 2015).

Il 1º gennaio 2015, il ticket integrato viene abolito e sostituito dai ticket aziendali e  dal TIC (Ticket Integrato Campania), per più mezzi di diverse aziende. Le zone di fascia oraria e le tariffe vengono modificate, e viene istituito un sistema misto operante di ticket aziendali e ticket integrati in regime di concorrenza.
Successivamente, per i biglietti integrati è stata reintrodotta la denominazione Unico Napoli e Unico Campania.

## Attività
Il Consorzio Unicocampania coordina il sistema di tariffazione integrata e aziendale nella Regione Campania. In particolare, provvede all'emissione e alla redistribuzione dei ricavi alle aziende consorziate, delegando alla distribuzione dei titoli di viaggio presso i punti vendita dislocati per l'intero territorio regionale, per la vendita presso botteghini all'interno delle stazione metropolitane e alla vendita previo emettitrici automatiche la società consortile Giraservice, vincitrice della gara d'appalto dal 2002 e tutt'oggi aggiudicataria della medesima.
Provvede, inoltre, a dare attuazione alle deliberazioni - ove di pertinenza - dell'Assessorato regionale ai Trasporti.

## Profili tariffari

### Urbano
I titoli di viaggio previsti sono: corsa singola (aziendale);	orario (integrato); giornaliero; settimanale; mensile; annuale.
| Zona tarrifaria | Zona tarrifaria | Descrizione |
| --------------- | --------------- | --- |
| U NA            | A               | Solo su mezzi ANM (bus e funicolari) |
| U NA            | B               | Sui servizi metropolitani e su gomma extraurbani di ANM e sui servizi ferroviari EAV, Trenitalia nell'ambito del comune di Napoli                                                                           |
| U SA            | C               | Per spostamenti con origine e destinazione all’interno del Comune di Salerno |
| U SA            | D               | Per spostamenti fra Comuni appartenenti all'area suburbana di Salerno |
| U AV            | U AV            | Spostamento nell'area urbana di Avellino e nei 14 Comuni limitrofi dell’area suburbana |
| U BN            | U BN            | Spostamento nell'area urbana di Benevento e nei 9 Comuni limitrofi dell'area suburbana |
| U CE            | U CE            | Spostamento nell'area urbana di Caserta e nei 16 Comuni limitrofi dell'area suburbana |
| U AC            | U AC            | Spostamenti che avvengono all'interno dei comuni non capoluogo di provincia (indipendentemente dall'appartenenza ad una delle aree urbane definite in precedenza) utilizzando servizi di TPL di tipo urbano |

### Extraurbano Napoli
La suddetta classe tariffaria è applicata agli spostamenti con origine o destinazione entro i confini amministrativi del Comune di Napoli. Si applica anche agli spostamenti che hanno origine e destinazione esternamente ai confini del Comune di Napoli, ma che transitano all'interno dello stesso (indipendentemente dall'eventuale interscambio): in quest’ultimo caso, in particolare, nel caso in cui la distanza tra il Comune di origine e di destinazione sia minore della distanza tra il Comune di origine o di destinazione rispetto a Napoli, si considererà quest’ultima distanza nel calcolo della tariffa.
| Zona tariffaria | Zona tariffaria | Descrizione                        |
| --------------- | --------------- | ---------------------------------- |
| NA 1            | NA 1            | Distanza inferiore ad 11 km        |
| NA 2            | NA 2            | Distanza compresa fra 11 e 21 km   |
| NA 3            | NA 3            | Distanza compresa fra 21 e 31 km   |
| NA 4            | NA 4            | Distanza compresa fra 31 e 41 km   |
| NA 5            | NA 5            | Distanza compresa fra 41 e 51 km   |
| NA 6            | NA 6            | Distanza compresa fra 51 e 61 km   |
| NA 7            | NA 7            | Distanza compresa fra 61 e 71 km   |
| NA 8            | NA 8            | Distanza compresa fra 71 e 81 km   |
| NA 9            | NA 9            | Distanza compresa fra 81 e 91 km   |
| NA 10           | NA 10           | Distanza compresa fra 91 e 101 km  |
| NA 11           | NA 11           | Distanza compresa fra 101 e 126 km |
| NA 12           | NA 12           | Distanza compresa fra 126 e 151 km |
| NA 13           | NA 13           | Distanza compresa fra 151 e 176 km |
| NA 14           | NA 14           | Distanza compresa fra 176 e 201 km |
| NA 15           | NA 15           | Distanza compresa fra 201 e 251 km |
| NA 16           | NA 16           | Distanza superiore a 251 km        |

### Extraurbano "altri comuni"
Si applica agli spostamenti con origine e destinazione all'esterno dell'area urbana di Napoli (senza effettuare interscambio o attraversamento della stessa).
| Zona tariffaria | Zona tariffaria | Descrizione                        |
| --------------- | --------------- | ---------------------------------- |
| AC 1            | AC 1            | Distanza inferiore ad 11 km        |
| AC 2            | AC 2            | Distanza compresa fra 11 e 21 km   |
| AC 3            | AC 3            | Distanza compresa fra 21 e 31 km   |
| AC 4            | AC 4            | Distanza compresa fra 31 e 41 km   |
| AC 5            | AC 5            | Distanza compresa fra 41 e 51 km   |
| AC 6            | AC 6            | Distanza compresa fra 51 e 61 km   |
| AC 7            | AC 7            | Distanza compresa fra 61 e 71 km   |
| AC 8            | AC 8            | Distanza compresa fra 71 e 81 km   |
| AC 9            | AC 9            | Distanza compresa fra 81 e 91 km   |
| AC 10           | AC 10           | Distanza compresa fra 91 e 101 km  |
| AC 11           | AC 11           | Distanza compresa fra 101 e 126 km |
| AC 12           | AC 12           | Distanza compresa fra 126 e 151 km |
| AC 13           | AC 13           | Distanza compresa fra 151 e 176 km |
| AC 14           | AC 14           | Distanza compresa fra 176 e 201 km |
| AC 15           | AC 15           | Distanza compresa fra 201 e 251 km |
| AC 16           | AC 16           | Distanza superiore a 251 km        |

### Vendita dei titoli di viaggio
Dal 2017 è attivo il servizio di vendita dei biglietti mediante SMS. I titoli di viaggio possono essere acquistati dal 2020 anche dall'app in modo autonomo, utilizzandoli come codice QR nelle stazioni della linea 1,  linea 6, linea arcobaleno, in quelle delle funicolari, e nelle autolinee. Nei primi due casi sono previste corsie preferenziali per la lettura del titolo di viaggio.
È comunque possibile l'acquisto alle distributrici in stazione oltreché in numerosi tabacchi e bar della Regione Campania. Inoltre, sulle linee ANM e EAV è possibile usare PagoBancomat per l'acquisto dei titoli di viaggio.

## Le aziende
Fanno parte del Consorzio UnicoCampania le seguenti aziende:
- Trenitalia per tutto il territorio regionale, anche relativamente alla seconda linea metropolitana;
- EAV per tutto il territorio regionale;
- ANM per la città metropolitana di Napoli;
- AIR Campania per il servizio di trasporto urbano di Avellino e Caserta, e per alcune linee della città metropolitana di Napoli;
- Sita Sud per la città metropolitana di Napoli e per le province di Avellino e Salerno;
- Busitalia Campania per la provincia di Salerno;
- CIAV, per la provincia di Salerno;
- COSAT, per la provincia di Salerno;
- Angelino Trasporti, operante su tutto il territorio regionale;
- Trotta, per la provincia di Benevento;
- Autolinee Buonotourist.

In passato, erano parte del consorzio altresì le società:
- Metronapoli, fino alla fusione in ANM;
- CTP, fino al fallimento;
- CLP, successivamente integrata in AIR Campania.

## Riconoscimenti
Nel settembre del 2001 l'Unione europea ha pubblicato il Libro bianco dei trasporti e come esempi di positiva integrazione tariffaria ha citato UnicoNapoli e la Carta Orange dell'Ile de France.